# Alluaudensia
Alluaudensia (лат.) — род цикадовых из семейства церкопиды (Cercopidae). Эндемик Мадагаскара.

## Этимология
Название рода происходит от имени французского энтомолога Шарля Аллюо (Charles A. Alluaud, 1861—1949) + -ensis («от»).

## Описание
Цикадовые насекомые среднего размера, длина тела около 2 см. На темени нет киля, но есть продольный изгиб. Медиальная и кубитальная жилки слиты на базальной трети надкрылий; лоб отделен от постклипеуса выступающим килевидным краем. Постклипеус четко разделен на три грани. Оцеллии довольно крупные и находятся на расстоянии четверти расстояния от сложных глаз; лоб широкий и слабо поперечно вогнутый. На задних голенях два сильных шипа.
Род был впервые выделен в 1920 году бельгийским энтомологом Виктором Лаллеманом (Victor Lallemand, 1880-1965). Включен в состав трибы Tomaspidini или как incertae sedis в составе подсемейства Cercopinae.